# Черокі (округ, Джорджія)
Шаблон:StateAbbr_ 34°14′ пн. ш. 84°28′ зх. д. / 34.24° пн. ш. 84.47° зх. д.
Округ  Черокі (англ. Cherokee County) — округ (графство) у штаті  Джорджія, США. Ідентифікатор округу 13057.

## Історія
Округ утворений 1830 року.

## Демографія
За даними перепису 
2000 року 
загальне населення округу становило 141903 осіб, зокрема міського населення було 105993, а сільського — 35910.
Серед мешканців округу чоловіків було 71212, а жінок — 70691. В окрузі було 49495 домогосподарств, 39194 родин, які мешкали в 51937 будинках.
Середній розмір родини становив 3,18.
Віковий розподіл населення поданий у таблиці:
| Стать    | До 15 років | 15-21 | 22-29 | 30-39 | 40-49 | 50-65 | 65-85 | Понад 85 |
| -------- | ----------- | ----- | ----- | ----- | ----- | ----- | ----- | -------- |
| Чоловіки | 17588       | 6511  | 7201  | 13546 | 12318 | 10150 | 3667  | 231      |
| Жінки    | 16842       | 5695  | 6944  | 13772 | 12104 | 9879  | 4809  | 646      |

## Суміжні округи
- Пікенс — північ
- Доусон — північний схід
- Форсайт — схід
- Фултон — південний схід
- Кобб — південь
- Бартоу — захід
- Гордон — північний захід

## Виноски
1. ↑  U.S. Decennial Census. United States Census Bureau. Архів оригіналу за 26 квітня 2015. Процитовано 17 червня 2014.
2. ↑  Historical Census Browser. University of Virginia Library. Архів оригіналу за 11 серпня 2012. Процитовано 19 червня 2014.
3. ↑  Population of Counties by Decennial Census: 1900 to 1990. United States Census Bureau. Архів оригіналу за 2 лютого 2019. Процитовано 19 червня 2014.
4. ↑  Census 2000 PHC-T-4. Ranking Tables for Counties: 1990 and 2000 (PDF). United States Census Bureau. Архів оригіналу (PDF) за 18 грудня 2014. Процитовано 19 червня 2014.
5. ↑  State & County QuickFacts. United States Census Bureau. Архів оригіналу за 8 липня 2011. Процитовано 19 червня 2014. [Архівовано 2011-07-03 у Wayback Machine.](англ.) Наведено за англійською вікіпедією.
6. ↑  American FactFinder. Бюро перепису населення США. Архів оригіналу за 26 лютого 2012. Процитовано 31 січня 2008. [Архівовано 2008-05-21 у Wayback Machine.]

| США | Це незавершена стаття з географії США. Ви можете допомогти проєкту, виправивши або дописавши її. |